# Ciekawe dlaczego
Ciekawe Dlaczego – seria książek przeznaczona głównie dla dzieci. Każda książka zawiera ciekawostki, pytania i odpowiedzi na dany temat. W Polsce wydawana przez wydawnictwo Firma Księgarska Jacek Olesiejuk.

## Autorzy
Tomy z serii Ciekawe Dlaczego pisane są przez wielu różnych autorów:
- Amanda O'Neill
- Andrew Charman
- Anita Ganeri
- Barbara Taylor
- Belinda Weber
- Brenda Walpole
- Brigid Avison
- Carole Stott
- Caroline Harris
- Christopher Maynard
- Deborah Chancellor
- Fiona Macdonald
- Jackie Gaff
- Jenny Wood
- Philip Steele
- Richard Mead[1]
- Rod Theodorou
- Rosie Greenwood